# Сьо Хасі
Сьо Хасі (яп. 尚泰; 1371 — 1 червня 1439) — 1-й ван держави Рюкю в 1429—1439 роках. Фактичний засновник Першої династії Сьо. В китайських джерелах відомий як Шан Бацзі.

## Життєпис

### Молоді роки
Старший син Сісьо, адзі (військового вождя) Сасікі, та доньки адзі володіння Мійко. Народився 1371 року. Отримав від батька володіння Маїрі, де став адзі. 1402 року провів успішну кампанію проти адзі володіння Азато. Ймовірно поступово перетворився на найвпливовішого феодала князівства Тюдзан, фактично став керувати Сасікі замість батька.

### Правитель Тюдзану
1405 або 1406 року повстав проти Бунея, володаря Тюдзану. Перебіг війни невідомий, але 1406 або 1407 року переміг й повалив останнього, зробивши батька новим правителем Тюдзану. Втім фактична влада належала Хасі. Він поставив на меті об'єднати усі князівства Окінави, разом з тим намагався узаконити сходження на трон свого роду. Тому відправив посольство до імперії Мін, васалом якої був Тюдзан.
Разом з тим провів адміністративну реформу за китайським зразком, продовжив політику впровадження китайської культури. Також започаткував зведення замку Сюрі, що стала резиденцією роду Сьо.
1415 року владу роду Сьо було визнано мінським імператором Юнле. 1416 року Сьо Хасі захопив замок (гусуку) Накідзін, резиденцію князівства Хокудзан. Протягом декількох років приборкав тут спротив, приєднавши землі до Тюдзану. 1419 року на бік Хасі перейшли 3 адзі з Хокудзану.
1421 року після смерті батька стає новим правителем Тюдзану. 1422 року отримав підтвердження свого статусу від імперії Мін. У 1426 році він відправив до Китаю перше посольство під керівництвом Какінохана. 1427 року на запрошення хасі прибув китайський архітектор Кайкі, що звів в Сюрі ванський ставок Рютан та парк навколо замку.
1428 року (за хроніками «Тюдзан Сейфу» в редакції Сайон та «Кю Йо» це сталося 1430 року, що більш логічно, оскільки Хасі став володарем усієї Окінави 1429 року) отримав від китайського імператора титул люкю-вана (вана Рюкю), церемоніальний драконовий халат, лакову табличку з написом «Тюдзан», а також прізвище «Шан», що окінавською звучить як «Сьо». 1429 року Хасі, скориставшись смертю Таромая, правителя князівства Нандзан, захопив гусуку Сімадзірі-Дзато, приєднавши Нандзан до своїх володінь. В результаті уся Окінава виявилася об'єднаною під владою роду Сьо.

### Ван Рюкю
Для зміцнення влади вана Сьо Хасі послабив військову владу адзі на місцях, намагаючись збільшити авторитет вана. Водночас основну увагу приділяв розвитку землеробства та торгівлі з Китаєм, Дай В'єтом, Чампою, Аюттхаєю. Можливо рюкюські купці також встановили торгівельні зв'язки з Сінгапуром і Малакою, державами Великих Зондських островів. 1439 року в китайському місті Цюаньчжоу (провінція Фудзянь) було утворено факторію рюкюських торговців.
Сприяв поширенню буддизму. 1430 року китайський майстер Цзи Шань (японською — Сай Дзан) звів храм Таяндзедзі. 1433 року в цьому храмі було побудовано Сенбуцу-рейкаку. Помер Сьо Хасі 1439 року в замку Сюрі. Трон успадкував його другий син Сьо Чу.